# 아이숍믹스업

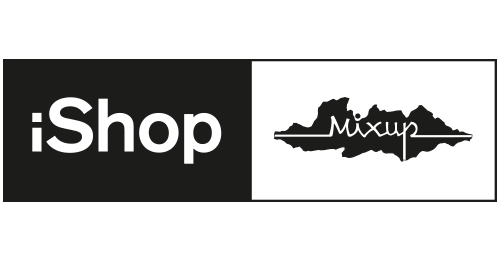

아이숍믹스업(IShopMixup)의 두 구성체인 아이숍(iShop)과 믹스업(Mixup)은 프로모토라 뮤지컬(Promotora Musical, S.A. de C.V.)을 형성하는 두 개의 소매점 체인이다. 아이숍은 전자제품을 판매하고 믹스업은 멕시코 전역의 매장에서 음악을 판매하며, 그 중 일부는 공동 매장이다. 아이숍은 애플 제품을 전문적으로 취급하는 공식 애플 프리미엄 리셀러이다. 이 기업들은 함께 그루포 산본스의 일부이고, 이는 억만장자 카를로스 슬림이 통제하는 그루포 카르소의 일부이다. 믹스업은 1989년에 설립되었다. 아이숍 믹스업은 카를로스 슬림(Carlos Slim)의 아들이자 그루포 산본스(Grupo Sanborns)의 대표인 패트릭 슬림 도밋(Patricio Slim Domit)이 이끌고 있으며 약 2,000명의 직원을 두고 있다. 포브스(Forbes)는 이 회사를 2022년 멕시코 최고의 고용 기업 중 199위로 평가했다.

## 같이 보기
- 그루포 카르소